# ایزابل گولار
ماریا ایزابل گولار دورادو (به انگلیسی: Izabel Goulart) (زاده ۲۳ اکتبر ۱۹۸۴) یک مدل برزیلی می‌باشد. وی بیشتر به خاطر همکاری‌اش با کمپانی‌های ویکتوریا سکرت و آرمانی اکسچینج شناخته شده است. و از سال ۲۰۰۵ الی ۲۰۰۸ "فرشتهٔ ویکتوریا" بود.
او دوست دختر کوین تراپ دروازه بان تیم المان و   آینتراخت فرانکفورت است.